# Adidas Grand Prix 2013
Navigation
Édition précédente Édition suivante
L'Adidas Grand Prix 2013 est la 8e édition de l'Adidas Grand Prix qui a eu lieu le 25 mai 2013 à l'Icahn Stadium de New York, aux États-Unis. Il s'agit de la troisième étape de la Ligue de diamant 2013.

## Résultats

### Hommes
| Épreuve         | Vainqueur                              | Second                                   | Troisième                       |
| --------------- | -------------------------------------- | ---------------------------------------- | ------------------------------- |
| 100 m           | Tyson Gay 10 s 02                      | Ryan Bailey 10 s 15 (SB)                 | Keston Bledman 10 s 16          |
| 800 m           | David Rudisha 1 min 45 s 14            | Andrew Osagie 1 min 46 s 44              | Timothy Kitum 1 min 46 s 93     |
| 5 000 m         | Hagos Gebrhiwet 13 min 10 s 03 (WL) SB | Vincent Kiprop Chepkok 13 min 15 s 51 SB | Ibrahim Jeilan 13 min 16 s 46   |
| 110 m haies     | Ryan Brathwaite 13 s 19 (SB)           | Orlando Ortega 13 s 24                   | Sergueï Choubenkov 13 s 29 (SB) |
| 400 m haies     | Michael Tinsley 48 s 43 (SB)           | Javier Culson 48 s 53                    | Johnny Dutch 48 s 78            |
| Triple saut     | Benjamin Compaoré 16,45 m              | Christian Taylor 16,42 m                 | Gaëtan Saku Bafuanda 16,15 m    |
| Lancer du poids | Ryan Whiting 21,27 m                   | Reese Hoffa 20,69 m                      | Cory Martin 20,60 m (SB)        |

### Femmes
| Épreuve           | Vainqueur                            | Seconde                          | Troisième                         |
| ----------------- | ------------------------------------ | -------------------------------- | --------------------------------- |
| 200 m             | Veronica Campbell-Brown 22 s 53 (SB) | Anneisha McLaughlin 22 s 63 (SB) | Shalonda Solomon 22 s 91          |
| 400 m             | Amantle Montsho 49 s 91 (MR)         | Natasha Hastings 50 s 24 (SB)    | Francena McCorory 51 s 06         |
| 1 500 m           | Abeba Aregawi 4 min 03 s 69          | Hellen Obiri 4 min 04 s 84 SB    | Brenda Martinez 4 min 06 s 25     |
| 3 000 m steeple   | Lidya Chepkurui 9 min 30 s 82        | Etenesh Diro Neda 9 min 33 s 76  | Sofia Assefa 9 min 33 s 84        |
| Saut en longueur  | Janay DeLoach 6,79 m (MR)            | Shara Proctor 6,72 m             | Éloyse Lesueur 6,67 m (SB)        |
| Saut en hauteur   | Blanka Vlašić 1,94 m (MR)            | Emma Green Tregaro 1,91 m SB     | Brigetta Barrett 1,91 m           |
| Saut à la perche  | Jennifer Suhr 4,63 m                 | Fabiana Murer 4,53 m SB          | Yarisley Silva 4,53 m             |
| Lancer du disque  | Sandra Perković 68,48 m (WL, MR)     | Gia Lewis-Smallwood 61,86 m      | Mélina Robert-Michon 61,45 m (SB) |
| Lancer du javelot | Christina Obergföll 65,33 m (SB)     | Mariya Abakumova 64,25 m         | Kimberley Mickle 63,93 m (SB)     |

## Légende
Records et Performances
- AR : Record continental (area record)
- CR : Record des championnats (championship record)
- MR : Record du meeting (meet record)
- NR : Record national (national record)
- OR : Record olympique (olympic record)
- PR : Record paralympique (paralympic record)
- PB : Record personnel (personal best)
- SB : Meilleure performance personnelle de la saison (season's best)
- WL : Meilleure performance mondiale de l'année (world leader)
- WJR : Record du monde junior (world junior record)
- WR : Record du monde (world record)

Circonstances et Conditions
- DNF : N'a pas terminé (did not finish)
- DNS : N'a pas pris le départ (did not start)
- DQ : Disqualification (disqualification)
- NM : Aucun essai valable enregistré (No Mark)
- Q : Qualifié « directement » au prochain tour (ou à la prochaine compétition), lors d'une compétition majeure, grâce au classement ou à la réalisation des minima (automatic qualifier)
- q : Qualifié au prochain tour (ou à la prochaine compétition), lors d'une compétition majeure, grâce au repêchage ou à la réalisation de l'une des meilleures performances parmi celles des « non qualifiés directement » (grâce au meilleur temps ou à la meilleure distance par exemple) (secondary qualifier)